# Stephanopis yulensis
Stephanopis yulensis là một loài nhện trong họ Thomisidae.
Loài này thuộc chi Stephanopis. Stephanopis yulensis được Tord Tamerlan Teodor Thorell miêu tả năm 1881.